# 폴 리비어 하우스

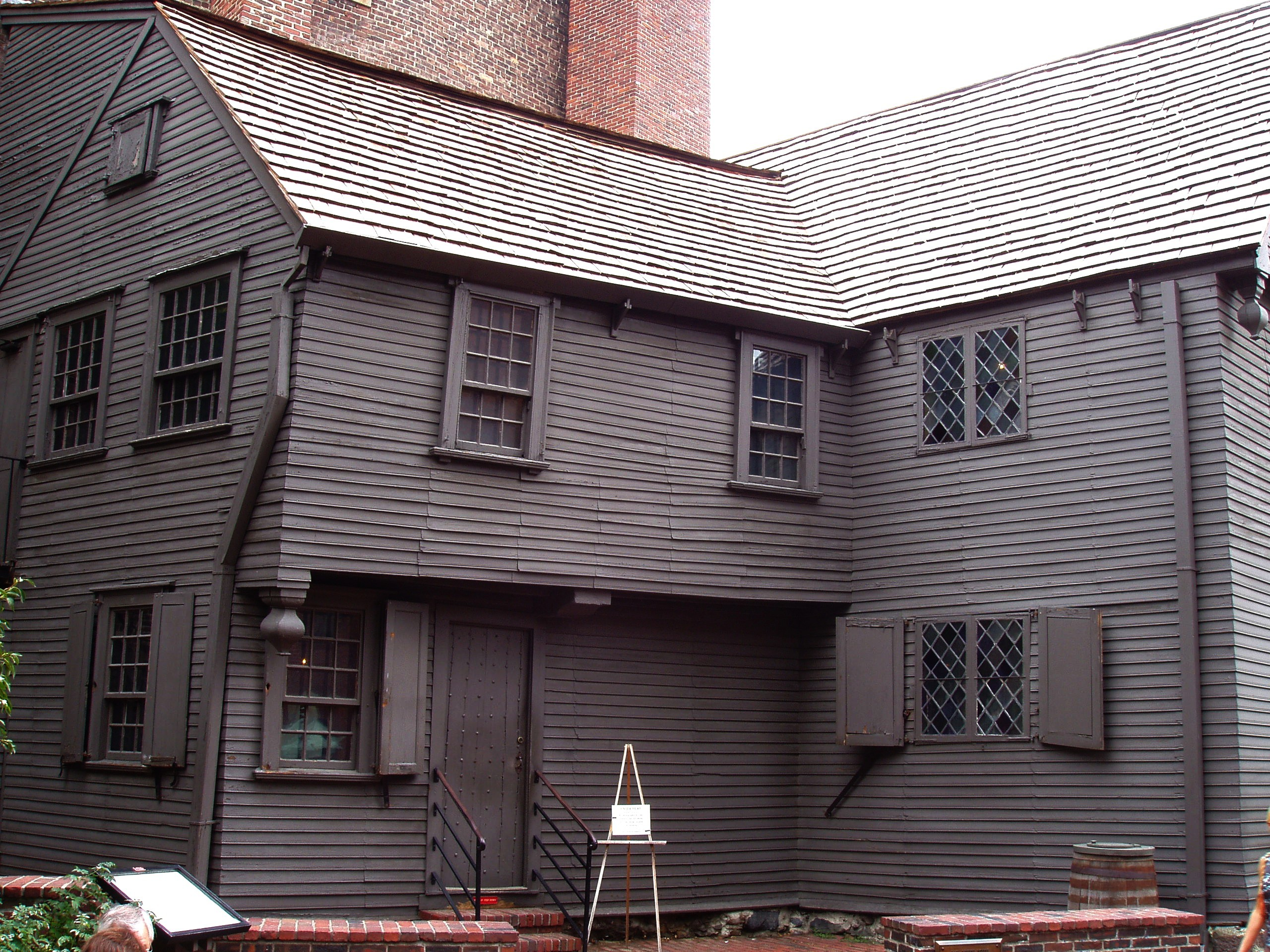
폴 리비어 하우스

폴 리비어 하우스(Paul Revere House)는 미국 매사추세츠주 보스턴에 위치한 역사적인 건물이다. 미국 독립혁명 당시 민병대로 활동했던 폴 리비어의 주택으로, 현재는 박물관으로 사용되고 있다. 보스턴에서 가장 오래된 2층 목조주택이다.

## 전시
존 제프스(Jonh Jeffs)에 의해 1680년에 건축되었다. 이후 많은 공사가 있었음에도 원형을 거의 유지하고 있다.
이곳에서는 리비어가 사용한 거실과 침실을 볼 수 있으며, 수공 목제품, 가구들, 은세공 작품 등이 전시되어 있다.또, 2층에는 리비어가문이 사용했던 가구가 보존되어 있다.

## 박물관
1902년, 리비어의 증손자인 존 P. 레이놀즈 주니어(John P. Reynolds Jr.)가 건물이 파손되는 것을 막기 위해 매입했고, 건축가이자 역사 보존주의자 조셉 챈들러(Joseph Chandler)가 보수를 담당하였다.

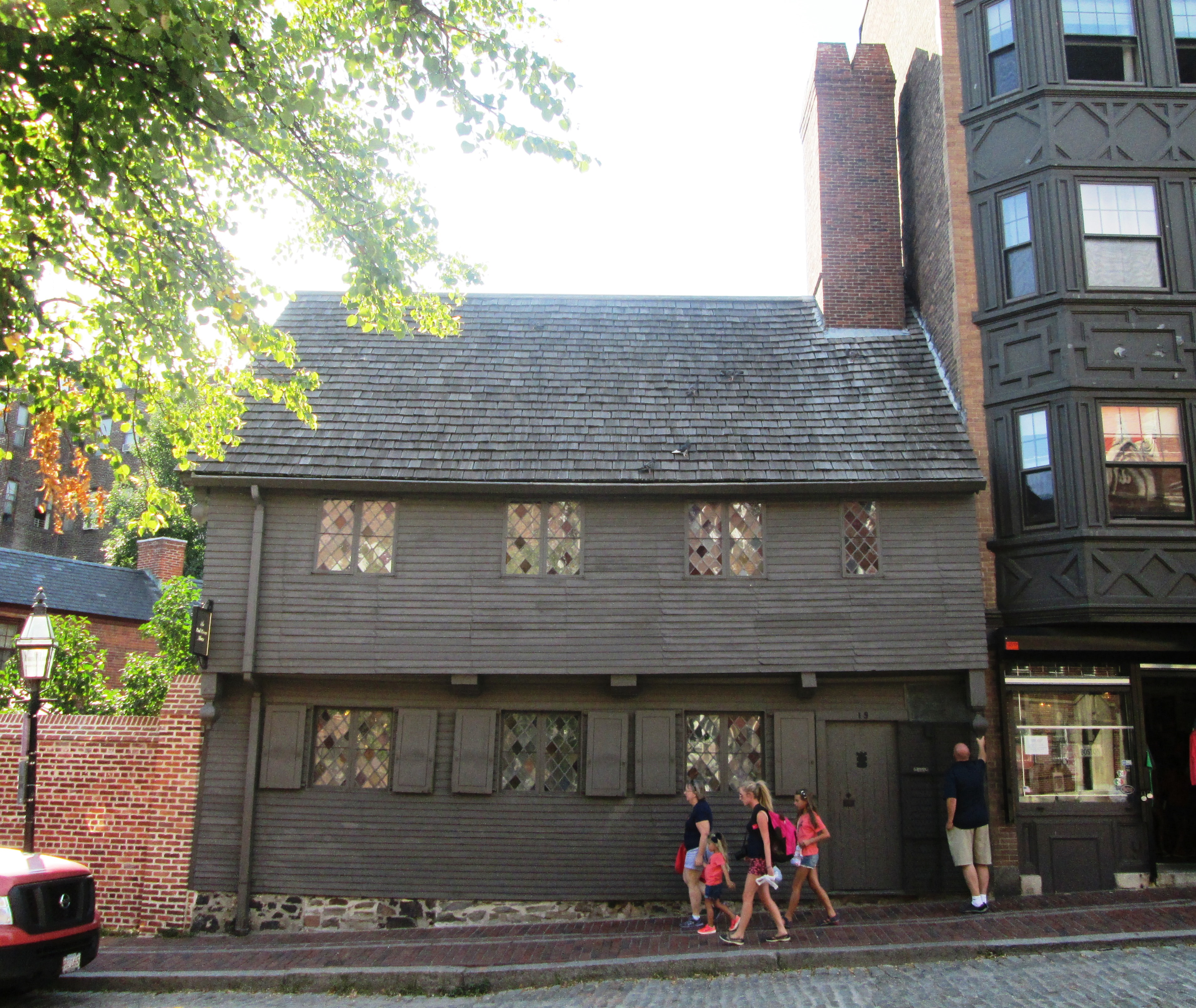
2017년의 풀 리비어 하우스

1908년 미국 최초의 역사박물관으로 개관하였다. 현재 리비어 추모협회(Revere Memorial Association)가 박물관을 비영리로 운영하고 있다.